# Syrrhopodon cuneifolius
Syrrhopodon cuneifolius är en bladmossart som beskrevs av Thériot 1924. Syrrhopodon cuneifolius ingår i släktet Syrrhopodon och familjen Calymperaceae. Inga underarter finns listade i Catalogue of Life.